# Иудаизм в Албании
Иудаизм в Албании — история появления, распространение и современное состояние иудаизма в Албании.

## История
Первые упоминания о евреях, живущих в Албании, относятся к XII столетию нашей эры. К началу XIV века в большинстве главных городов Албании (Берат, Эльбасан, Влёра, Дуррес) существовали еврейские кварталы, имеются данные о них и в Косове. Еврейские семьи, селившиеся в Албании, в основном имели сефардское происхождение и были потомками испанских и португальских евреев, высланных из Иберии в конце XV столетия. В 1520 г. в городе Влёра было 609 еврейских домов. Во Влёре располагалась единственная в Албании синагога, разрушенная в ходе Первой Мировой войны. В 1673 г.харизматический еврейский пророк Шабтай Цви был сослан султаном в албанский порт Улцинь (ныне — на территории Черногории), где и умер несколько лет спустя.

### XX век

#### 1901—1939
Согласно албанской переписи 1930 года, в Албании проживало только 204 еврея. Официальный статус еврейской общине был предоставлен 2 апреля 1937 года. В это время община состояла приблизительно из 300 человек. После прихода к власти Гитлера и аншлюса Австрии множество немецких и австрийских евреев нашли убежище в Албании. В 1938 албанское посольство в Берлине ещё продолжало выдавать визы евреям, в то время, как ни одна другая европейская страна не желала принимать их. Один из главных специалистов по Албании, Норберт Йокль, запросил албанское гражданство, которое было предоставлено ему немедленно, что, однако, не спасло его от концентрационных лагерей.

#### Вторая мировая война
В начале войны в Албании проживало примерно 200 евреев. Она стала одной из немногих стран в Европе, численность евреев в которых в конце войны была больше, чем в начале. Однако, несмотря на общее увеличение численности евреев в Албании, небольшая община города Влёра была вынуждена покинуть страну.

#### Годы коммунистического правления
Во время правления коммунистического диктатора Энвера Ходжи еврейская община Албании была изолирована от остального еврейского мира, хотя это и не было проявлением антисемитизма. Для поддержания национального единства и строительства социализма Ходжа запретил любые проявления той или иной религии. Здесь судьба еврейской общины была неразрывно связана с судьбой всего албанского народа.
Еврейское население Албании насчитывало 200—300 человек. 
После падения коммунистического режима в 1991 году почти все албанские евреи переселились в Израиль и обосновались преимущественно в Тель-Авиве.

## Современное состояние
Сегодня в Албании проживают около 100 евреев (преимущественно в Тиране). Там, где когда-то была весьма активная община, сейчас имеются лишь её остатки. Общество дружбы «Албания — Израиль» весьма активно в Тиране, но ему оказывается минимальная помощь. Во Влёре остается одна синагога, но ныне она не действует.